# 戦隊ヒーローシリーズ
戦隊ヒーローシリーズ（せんたいヒーローシリーズ）とは、バンダイから発売されているスーパー戦隊シリーズの玩具。
なお「バディロイドシリーズ」や「シャドーラインコレクション」などの派生シリーズも本項目では取り扱う。

## 概要
2001年より展開されているスーパー戦隊シリーズのソフビ人形シリーズ。全高は170mmで、シリーズ開始当初の価格は700円（税別）。
近年では値上がりが激しくなり（『ゴーオンジャー』以降800円、現在900円。近年では1100円台の商品も存在する）、ソフビ自体の造形や塗装もかなり省略されている。
2023年より全高を約135mmに変更し、価格も700円（税別）となった。

## ラインナップ

### 戦隊ヒーローシリーズ（ガオレンジャー）
『百獣戦隊ガオレンジャー』の戦隊ヒーローシリーズ。メーカー希望小売価格は各700円（税抜）。
- ガオレッド（獣皇剣付属）
- デュークオルグ 狼鬼（三日月剣付属）
- ガオシルバー（ガオハスラーロッド付属）

### 戦隊ヒーローシリーズ（ハリケンジャー）
『忍風戦隊ハリケンジャー』の戦隊ヒーローシリーズ。メーカー希望小売価格は各700円(税抜)。
- 1:ハリケンレッド（ハヤテ丸付属）
- 2:ハリケンイエロー（ハヤテ丸付属）
- 3:ハリケンブルー（ハヤテ丸付属）
- 4:カブトライジャー（イカヅチ丸付属）
- 5:クワガライジャー（イカヅチ丸付属）
- 6:シュリケンジャー（シュリケンズバット付属）

### 戦隊ヒーローシリーズ（アバレンジャー）
『爆竜戦隊アバレンジャー』の戦隊ヒーローシリーズ。メーカー希望小売価格は各700円で、「6:アバレマックス」のみ1000円（いずれも税別）。
- 1:アバレッド（アバレイザー(剣モード)付属）
- 2:アバレブルー（アバレイザー(剣モード)付属）
- 3:アバレイエロー（アバレイザー(剣モード)付属）
- 4:アバレブラック（ダイノスラスター付属）
- 5:アバレキラー（ウイングペンタクト付属）
- 6:アバレマックス（特別編集VHS「ダイノガッツビデオ アバレマックス大アバレ」同梱）
- EX:アバレッド アバレモード
- EX:アバレブラック アバレモード

### 戦隊ヒーローシリーズ（デカレンジャー）
『特捜戦隊デカレンジャー』の戦隊ヒーローシリーズ。メーカー希望小売価格は各700円（税別）。
- 1:デカレッド（ディーマグナム01、ディーマグナム02付属）
- 2:デカブルー（ディースナイパー付属）
- 3:デカグリーン（ディーブラスター付属）
- 4:デカイエロー（ディーショット付属）
- 5:デカピンク（ディーショット付属）
- 6:デカマスター（ディーソードベガ付属）
- 7:デカブレイク
- 8:デカレッド・スワットモード（ディーマグナム01、ディーマグナム02付属）
- 9:デカブルー・スワットモード（ディースナイパー付属）
- 10:デカグリーン・スワットモード（ディーブラスター付属)
- EX:ドギー・クルーガー

### 戦隊ヒーローシリーズ（マジレンジャー）
『魔法戦隊マジレンジャー』の戦隊ヒーローシリーズ。メーカー希望小売価格は各700円（税別）。
- 1:マジレッド（マジスティック付属）
- 2:マジグリーン（マジスティック付属）
- 3:マジイエロー（マジスティック付属）
- 4:マジピンク（マジスティック付属）
- 5:マジブルー（マジスティック付属）
- 6:魔導騎士ウルザード（ウルサーベル付属）
- 7:天空勇者マジシャイン
- 8:レジェンドマジレッド（ダイヤルロッド付属）
- 9:レジェンドマジグリーン（ダイヤルロッド付属）
- 10:レジェンドマジイエロー（ダイヤルロッド付属）
- 11:レジェンドマジピンク（ダイヤルロッド付属）
- 12:レジェンドマジブルー（ダイヤルロッド付属）
- EX:マジマザー
- EX:魔法猫スモーキー

### 戦隊ヒーローシリーズ（ボウケンジャー）
『轟轟戦隊ボウケンジャー』の戦隊ヒーローシリーズ。メーカー希望小売価格は各700円（税別）。
- 1:ボウケンレッド（サバイバスター付属）
- 2:ボウケンブラック（サバイバスター付属）
- 3:ボウケンブルー（サバイバスター付属）
- 4:ボウケンイエロー（サバイバスター付属）
- 5:ボウケンピンク（サバイバスター付属）
- 6:ボウケンシルバー（サガスナイパー付属）
- EX:ボウケンレッド(アクセルテクター装着バージョン)（デュアルクラッシャー付属）
- EX:ボウケンブラック(アクセルテクター装着バージョン)（デュアルクラッシャー付属）
- EX:ボウケンブルー(アクセルテクター装着バージョン)（デュアルクラッシャー付属）

### 戦隊ヒーローシリーズ（ゲキレンジャー）
『獣拳戦隊ゲキレンジャー』の戦隊ヒーローシリーズ。メーカー希望小売価格は各700円（税別）。
- 1:ゲキレッド
- 2:ゲキイエロー
- 3:ゲキブルー
- 4:スーパーゲキレッド
- 5:スーパーゲキイエロー
- 6:スーパーゲキブルー
- 7:ゲキバイオレット
- 8:ゲキチョッパー
- EX:マスター・シャーフー
- EX:黒獅子リオ

### 戦隊ヒーローシリーズ（ゴーオンジャー）
『炎神戦隊ゴーオンジャー』の戦隊ヒーローシリーズ。メーカー希望小売価格は各800円（税別）。本シリーズより外箱は廃止され、裸売りとなった。
- 01:ゴーオンレッド
- 02:ゴーオンブルー
- 03:ゴーオンイエロー
- 04:ゴーオングリーン
- 05:ゴーオンブラック
- 06:ゴーオンゴールド
- 07:ゴーオンシルバー

### 戦隊ヒーローシリーズ（シンケンジャー）
『侍戦隊シンケンジャー』の戦隊ヒーローシリーズ。メーカー希望小売価格は各900円（税別）。 なお、ここではキャラクター名がシンケン○○ではなく、シンケンジャー○○となっている。
- 1:シンケンジャーレッド（シンケンマル付属）
- 2:シンケンジャーブルー（シンケンマル付属）
- 3:シンケンジャーグリーン（シンケンマル付属）
- 4:シンケンジャーイエロー（シンケンマル付属）
- 5:シンケンジャーピンク（シンケンマル付属）
- 6:シンケンジャーゴールド（サカナマル付属）
- 7:スーパーシンケンジャーレッド（スーパーシンケンマル付属）

### 戦隊ヒーローシリーズ（ゴセイジャー）
『天装戦隊ゴセイジャー』の戦隊ヒーローシリーズ。メーカー希望小売価格は各800円（税別）。初回生産分には玩具「ゴセイパワー開放器 テンソウダー」や当時展開していたアーケードゲーム『スーパー戦隊バトル ダイスオー』で使用できる「ゴセイカード」が1枚付属。
- 1:ゴセイレッド（ゴセイカード「コンプレッサンダー」が初回生産分に付属）
- 2:ゴセイピンク（ゴセイカード「ゴセイピンク」が初回生産分に付属）
- 3:ゴセイブラック（ゴセイカード「ゴセイブルー」が初回生産分に付属）
- 4:ゴセイイエロー（ゴセイカード「ゴセイイエロー」が初回特典として付属）
- 5:ゴセイブルー（ゴセイカード「ゴセイブルー」が初回特典として付属）
- 6:ゴセイナイト（ゴセイカード「ナイトブラザー」が初回特典として付属）
- 7:スーパーゴセイレッド（ゴセイカード「スーパーゴセイレッド」が初回特典として付属）
- 8:スーパーゴセイブラック（ゴセイカード「スーパーゴセイブラック」が初回特典として付属）
- 9:スーパーゴセイブルー（ゴセイカード「スーパーゴセイブルー」初回特典として付属）

### 戦隊ヒーローシリーズ（ゴーカイジャー）
『海賊戦隊ゴーカイジャー』の戦隊ヒーローシリーズ。メーカー希望小売価格は各800円（税別）。初回生産分には『ダイスオー』で使用できるカードが付属。
- 1:ゴーカイレッド
- 2:ゴーカイブルー
- 3:ゴーカイイエロー
- 4:ゴーカイグリーン
- 5:ゴーカイピンク
- 6:ゴーカイシルバー
- 7:ゴーカイシルバー ゴールドモード

### レジェンド戦隊ヒーローシリーズ
『海賊戦隊ゴーカイジャー』に登場する「レジェンド戦隊」のソフビシリーズ。武器をオミットした都合か、既存シリーズで発売済みのキャラクターは一部新規造形となっている。メーカー希望小売価格は各800円（税別）。初回生産分には『ダイスオー』で使用できるカードが付属。
- 1:デカレッド
- 2:マジレッド
- 3:ガオレッド
- 4:シンケンレッド
- 5:ハリケンレッド
- 6:ティラノレンジャー
- 7:アカレンジャー
- 8:ドラゴンレンジャー
- 9:バルイーグル
- 10:ガオシルバー
- 11:ゲキレッド
- 12:デカブレイク
- 13:ゴーオンレッド

### 戦隊ヒーローシリーズ（ゴーバスターズ）
『特命戦隊ゴーバスターズ』の戦隊ヒーローシリーズ。メーカー希望小売価格は各800円（税別）。
- 01:レッドバスター
- 02:ブルーバスター
- 03:イエローバスター
- 04:ビートバスター
- 05:スタッグバスター
- 06:レッドバスター パワードカスタム

### バディロイドシリーズ
『特命戦隊ゴーバスターズ』に登場するサポートロボ「バディロイド」のソフビシリーズ。メーカー希望小売価格は各800円（税別）。
- 01:チダ・ニック
- 02:ゴリサキ・バナナ
- 03:ウサダ・レタス
- 04:ビート・J・スタッグ

### 戦隊ヒーローシリーズ（キョウリュウジャー）
『獣電戦隊キョウリュウジャー』の戦隊ヒーローシリーズ。メーカー希望小売価格は各800円で、「07:キョウリュウレッド・カーニバル」のみ900円（いずれも税別）。
- 01:キョウリュウレッド
- 02:キョウリュウブラック
- 03:キョウリュウブルー
- 04:キョウリュウグリーン
- 05:キョウリュウピンク
- 06:キョウリュウゴールド
- 07:キョウリュウレッド・カーニバル

### 獣電竜コレクション
『獣電戦隊キョウリュウジャー』に登場する「獣電竜」のソフビシリーズ。メーカー希望小売価格は800円（税別）。
- 01:ガブティラ

### 戦隊ヒーローシリーズ（トッキュウジャー）
『烈車戦隊トッキュウジャー』の戦隊ヒーローシリーズ。メーカー希望小売価格は各800円（税別）。
- 01:トッキュウ1号
- 02:トッキュウ2号
- 03:トッキュウ3号
- 04:トッキュウ4号
- 05:トッキュウ5号
- 06:トッキュウ6号
- 07:ハイパートッキュウ1号

### シャドーラインコレクション
『烈車戦隊トッキュウジャー』に登場する怪人「シャドー怪人」のソフビシリーズ。メーカー希望小売価格は各800円（税別）。
- 01:シュバルツ将軍
- 02:クローズ

### 戦隊ヒーローシリーズ（ニンニンジャー）
『手裏剣戦隊ニンニンジャー』の戦隊ヒーローシリーズ。メーカー希望小売価格は各800円で、「07:アカニンジャー超絶」のみ900円（いずれも税別）。
- 01:アカニンジャー
- 02:アオニンジャー
- 03:キニンジャー
- 04:シロニンジャー
- 05:モモニンジャー
- 06:スターニンジャー
- 07:アカニンジャー超絶

### 戦隊ヒーローシリーズ（ジュウオウジャー）
『動物戦隊ジュウオウジャー』の戦隊ヒーローシリーズ。メーカー希望小売価格は各900円で、「08:ジュウオウホエール」と「EX:〜」3種が950円（いずれも税別）。
- 01:ジュウオウイーグル
- 02:ジュウオウシャーク
- 03:ジュウオウエレファント
- 04:ジュウオウライオン
- 05:ジュウオウタイガー
- 06:ジュウオウゴリラ
- 07:ジュウオウザワールド
- 08:ジュウオウホエール
- 09:ジュウオウバード
- EX:ジュウオウイーグル 野生解放モード
- EX:ジュウオウエレファント 野生解放モード
- EX:ジュウオウライオン 野生解放モード
- SP:最強の王者！ジュウオウジャー野性解放ソフビ５体セット（プレミアムバンダイ限定、ジュウオウシャーク野生解放モードおよびジュウオウタイガー野生解放モードはこのセットのみの販売）

### 戦隊ヒーローシリーズ（キュウレンジャー）
『宇宙戦隊キュウレンジャー』の戦隊ヒーローシリーズ。メーカー希望小売価格はNo.01〜12が900円、No.11及び12が各950円（いずれも税別）。
- 01:シシレッド
- 02:サソリオレンジ
- 03:オオカミブルー
- 04:テンビンゴールド
- 05:オウシブラック
- 06:ヘビツカイシルバー
- 07:カメレオングリーン
- 08:ワシピンク
- 09:カジキイエロー
- 10:リュウコマンダー
- 11:コグマスカイブルー
- 12:ホウオウソルジャー
- 13:シシレッドオリオン

### 戦隊ヒーローシリーズ（ルパンレンジャーVSパトレンジャー）
『快盗戦隊ルパンレンジャーVS警察戦隊パトレンジャー』の戦隊ヒーローシリーズ。ラインナップに通しNo.が振られていない。メーカー希望小売価格は各900円で、「スーパールパンエックス」及び「スーパールパンレッド」のみ945円（いずれも税別）。
- ルパンレッド
- ルパンブルー
- ルパンイエロー
- パトレン1号
- パトレン2号
- パトレン3号
- パトレンU号
- ルパンエックス
- パトレンエックス
- スーパールパンエックス
- スーパールパンレッド

### 戦隊ヒーローシリーズ（リュウソウジャー）
『騎士竜戦隊リュウソウジャー』の戦隊ヒーローシリーズ。前作では振られていなかった通しナンバーが再び振られている。メーカー希望小売価格は各900円で、「07:マックスリュウソウレッド」が945円、「EX01:ティラミーゴ」が1200円（いずれも税別）。
- 01:リュウソウレッド
- 02:リュウソウブルー
- 03:リュウソウピンク
- 04:リュウソウグリーン
- 05:リュウソウブラック
- 06:リュウソウゴールド
- 07:マックスリュウソウレッド
- EX01:ガイゾーグ
- EX02:ティラミーゴ

### 戦隊ヒーローシリーズ（キラメイジャー）
『魔進戦隊キラメイジャー』の戦隊ヒーローシリーズ。メーカー希望小売価格は各900円で、「06:ゴーキラメイレッド」のみ1000円（いずれも税別）。
- 01:キラメイレッド
- 02:キラメイイエロー
- 03:キラメイグリーン
- 04:キラメイブルー
- 05:キラメイピンク
- 06:ゴーキラメイレッド

### 戦隊ヒーローシリーズ（ゼンカイジャー）
『機界戦隊ゼンカイジャー』の戦隊ヒーローシリーズ。通しナンバーが再び廃止された。メーカー希望小売価格は各1000円（税別）。
- ゼンカイザー
- ツーカイザー
- スーパーゼンカイザー
- スーパーツーカイザー

### 戦隊ヒーローシリーズ（ドンブラザーズ）
『暴太郎戦隊ドンブラザーズ』の戦隊ヒーローシリーズ。前作に引き続き通しナンバーは付けられていない。メーカー希望小売価格は各1000円で、「ゴールドンモモタロウ」のみ1200円（(いずれも税別）。
- ドンモモタロウ
- ゼンカイザーブラック
- ドンドラゴクウ
- ドントラボルト
- ゴールドンモモタロウ

### 戦隊ヒーローシリーズ（キングオージャー）
『王様戦隊キングオージャー』の戦隊ヒーローシリーズ。今作より全高約135mmの大きさになった。メーカー希望小売価格は各700円で、「キングクワガタオージャー」のみ1000円（いずれも税抜）。
- クワガタオージャー
- トンボオージャー
- カマキリオージャー
- パピヨンオージャー
- ハチオージャー
- オオクワガタオージャー
- スパイダークモノス
- キングクワガタオージャー

### バグナラクシリーズ
『王様戦隊キングオージャー』に登場する怪人「バグナラク」のソフビシリーズ。こちらも全高約135mmで、メーカー希望小売価格は各700円（税抜）。
- デズナラク8世
- カメジム
- サナギム

### 戦隊ヒーローシリーズ（ブンブンジャー）
『爆上戦隊ブンブンジャー』の戦隊ヒーローシリーズ。メーカー希望小売価格は各700円で、「チャンピオンブンレッド」のみ800円（いずれも税抜）。
- ブンレッド
- ブンブルー
- ブンピンク
- ブンブラック
- ブンオレンジ
- ブンバイオレット
- チャンピオンブンレッド

### 戦隊ヒーローシリーズ（ゴジュウジャー）
『ナンバーワン戦隊ゴジュウジャー』の戦隊ヒーローシリーズ。メーカー希望小売価格は各800円で、「ワイルドゴジュウウルフ」のみ900円（いずれも税抜）。
- ゴジュウウルフ
- ゴジュウレオン
- ゴジュウイーグル
- ゴジュウティラノ
- ゴジュウユニコーン
- リングハンター・ガリュード
- ゴジュウポーラー
- ワイルドゴジュウウルフ